# The Endurance: Shackleton's Legendary Antarctic Expedition
The Endurance este un film documentar din anul 2000 regizat de George Butler despre Ernest Shackleton și legendara expediție în Antarctica din 1914. The Endurance a fost numele navei folosită de Shackleton pentru expediție.

## Sinopsis
Deoarece nu a reușit să fie primul care să ajungă la Polul Sud în 1909, fiind în urmă cu doar 97 de mile, Shackleton și-a propus să fie primul care să traverseze continentul antarctic pe la pol. Expediția a eșuat atunci când nava s-a blocat în gheață și, în cele din urmă, a fost zdrobită de presiune. Shackleton și cei 28 de membri ai echipajului au îndurat iarna polară înainte de a fi salvați după o călătorie de 800 mile cu o barcă descoperită pe Marea Weddell. Deși nu li se dădea nici o șansă, întregul echipaj de pe The Endurance a supraviețuit. Butler a folosit imagini originale, filmate de Frank Hurley, și interviuri cu urmașii echipajului pentru a prezenta povestea expediției lui Shackleton.

## Recepție
Filmul a fost bine primit de critici și a fost nominalizat și chiar a câștigat mai multe premii. Butler a creat în anul următor un alt documentar despre expediția lui Shackleton, intitulat Shackleton Antarctic Adventure.